# Schoenocaulon mortonii
Schoenocaulon mortonii är en nysrotsväxtart som beskrevs av Brinker. Schoenocaulon mortonii ingår i släktet Schoenocaulon och familjen nysrotsväxter. Inga underarter finns listade.